# Toesa
O toesa é uma unidade de medida antiga e obsoleta, em uso antes da definição do metro. 1 Toesa equivale a 1,949 metro.
A lei do XIX Ano Frimário VIII do calendário Republicano Francês (10 de dezembro de 1799), que estabeleceu as bases do sistema métrico, define que finalmente o metro é igual a 3 pés e 11.296 linhas da altura de Paris", que resulta em uma relação de exatamente 27.000 / 13.853 m. É, portanto, cerca de 1.949.036 310 metros. Os sites de conversão existentes, na sua grande maioria, arredondam para 3 casas decimais, portanto  1 Toesa=1.949 m.